# Ramush Haradinaj
Ramush Haradinaj, né le 3 juillet 1968 à Gllogjan, près de Deçan, est un homme d'État kosovar, membre et président de l'Alliance pour l'avenir du Kosovo (AAK).
Ancien chef militaire de l'Armée de libération du Kosovo (UÇK), il devient Premier ministre du Kosovo en décembre 2004. Il démissionne trois mois plus tard, après avoir été inculpé de crimes de guerre par le TPIY. Il est soupçonné d'avoir fait torturer et tuer des dizaines de civils serbes détenus par son groupe, les Aigles noirs. Il est acquitté en première instance en avril 2008, puis en appel en novembre 2012.
Il redevient Premier ministre kosovar, le pays ayant pris son indépendance en 2008, en septembre 2017 à la tête d'une coalition de cinq partis dont la Liste serbe (SL). Il remet sa démission en juillet 2019, après avoir été convoqué par la cour spéciale pour le Kosovo qui le soupçonne d'être un criminel de guerre. Sa majorité est incapable de se maintenir et des élections législatives anticipées sont convoquées.

## Jeunesse

### Famille et enfance
Ramush Haradinaj naît le 3 juillet 1968 à Gllogjan, un village près de Deçan, dans la province autonome yougoslave du Kosovo. Il est le deuxième d'une fratrie de neuf. Sa famille paternelle est originaire de Berishë, dans le nord de l'Albanie.
Il passe sa jeunesse dans son village natal. Il suit son enseignement primaire à Irzniq, puis ses études secondaires à Deçan et Gjakovë. Il accomplit ensuite son service militaire dans l'Armée populaire yougoslave (JNA), où il atteint le grade de commandant de peloton.

### Vie professionnelle et études
En 1989, sous un faux nom, il émigre à Leysin, en Suisse. Il y travaille huit ans exerçant les métiers d'ouvrier du bâtiment, agent de sécurité et enfin videur dans une boîte de nuit.
Après la guerre du Kosovo, il étudie le droit à l'université de Pristina. Il obtient également une maîtrise en administration des affaires de l'université américaine du Kosovo, associée au Rochester Institute of Technology de New York.

### Guerre du Kosovo
Au début des années 1990, des mouvements pour l'indépendance commencent à se former dans de nombreuses régions de Yougoslavie. En Suisse, Haradinaj rejoint l'organisation nationaliste albanaise « Mouvement populaire du Kosovo », qui donne naissance à l'Armée de libération du Kosovo (UÇK). Cette organisation voulait séparer le Kosovo de la Yougoslavie par la lutte armée.
En 1996, il suit un entraînement au sabotage en Albanie, puis participe à la création de bases de l'UÇK à Kukës et à Tropojë. Selon les médias[Lesquels ?], il aurait organisé la contrebande d'armes au Kosovo. Lors d'une de ces opérations, il est pris dans une embuscade de l'armée fédérale yougoslave à la frontière, au cours de laquelle il est blessé tandis que son frère Luan perd la vie.
Il revient deux ans plus tard dans son village natal de Gllogjan.

## Engagé en politique

### Député
Il est plusieurs fois député à l'Assemblée du Kosovo : de novembre 2001 à novembre 2004 (1ère législature), de juillet 2014 à février 2016 (5ème législature) et de février 2018 à août 2019 (6ème législature).

### Premier ministre du Kosovo autonome
Le 3 décembre 2004, il prend la succession de Bajram Rexhepi comme Premier ministre de la province serbe du Kosovo, alors sous administration onusienne.

### Procès devant le TPIY

#### Inculpation et premier procès
Il est inculpé en mars 2005 par le Tribunal pénal international pour l'ex-Yougoslavie (TPIY) de La Haye pour des crimes de guerre qu'il aurait commis en tant que commandant de l'UÇK, ce qui le conduit à démissionner de son poste de Premier ministre du Kosovo. Pendant sa détention, de nombreux concerts et manifestations de soutien sont organisés au Kosovo pour aider la famille Haradinaj à payer les frais engendrés par le procès[réf. nécessaire].
Son procès commence le 5 mars 2007 et il est acquitté le 3 avril 2008, ce qui déclenche les protestations des autorités serbes.

#### Appel et acquittement
La cour d'appel du TPIY casse le premier jugement le 21 juillet 2010 et ordonne sa remise en détention, jugeant que les mesures de sécurité n'ont pas été prises par la Cour pour lutter contre les tentatives d'intimidation des témoins.
Cette décision de la Cour affaiblit le parti d'opposition qu'il mène, l'Alliance pour l'avenir du Kosovo (AAK, en albanais : Aleanca për Ardhmërinë e Kosovës), un an avant les élections législatives prévues au printemps 2011, qui sont avancées à décembre 2010 et dans lesquelles l'AAK progresse de 2 sièges (12 sièges au total). Lors de son procès le 18 août 2011, il est accusé de meurtres et de tortures. Il est remis en liberté conditionnelle par le TPIY en mai 2012 et revient à Pristina.
Haradinaj est acquitté en novembre 2012.

### Arrestation en France
Le 4 janvier 2017, il est arrêté en France, à l'aéroport de Bâle-Mulhouse alors qu'il venait d'arriver par avion de Pristina, sur la base d'un mandat d'arrêt international émis par la Serbie. Le 27 avril 2017, la justice française rejette son extradition et lève son contrôle judiciaire. Cela provoque le rappel par la Serbie de son ambassadeur en France.

### Premier ministre de la république du Kosovo

#### Majorité courte
À nouveau nommé Premier ministre du Kosovo le 7 septembre 2017, il est investi par le Parlement deux jours plus tard par 61 voix favorables, soit l'exacte majorité absolue. 

#### Nouvelle inculpation et démission
Le 19 juillet 2019, après avoir été convoqué par la justice internationale, il démissionne de son poste de Premier ministre et annonce vouloir que de nouvelles élections soient organisées. Le 24 juillet, il est auditionné. Le 22 août, les députés dissolvent le parlement et convoquent de nouvelles élections législatives.

## Prises de position

### Déclaration de politique extérieure
Lors d’un discours le 7 avril 2019, Haradinaj explique que les droits de douane de 100 % sur les marchandises en provenance de Serbie et de Bosnie-Herzégovine ont été introduits « contre les intérêts russes et serbes dans les Balkans ». Il se décrit comme « un soldat américain qui ne fait qu’appliquer les ordres liés à la situation sur le terrain ». Il ajoute qu’« un Kosovo fort sert les intérêts des États-Unis, en s’opposant à ceux des Russes ».